# Madaoua
Madaoua là một thị trấn nằm ở vùng Tahoua của Niger. Nó có dân số là 22.175 người vào năm 2001.

## Địa lý
Thị trấn nằm ở phía đông nam của vùng Tahoua, cách thủ đô Niamey khoảng 415 km. Độ cao của nó là 335 m so với mực nước biển.